# SUSAT
 (novembre 2019).
Si vous disposez d'ouvrages ou d'articles de référence ou si vous connaissez des sites web de qualité traitant du thème abordé ici, merci de compléter l'article en donnant les références utiles à sa vérifiabilité et en les liant à la section « Notes et références ».

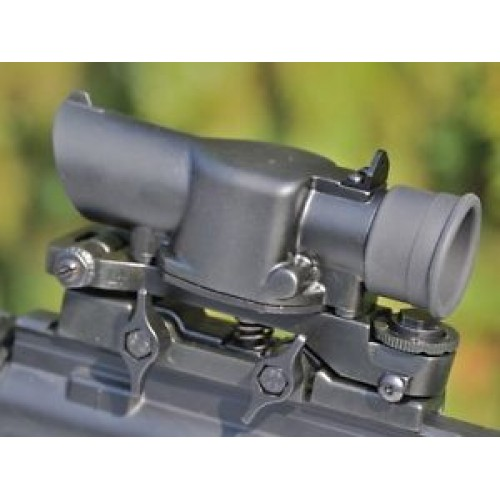
SUSAT sur L85

Le Sight Unit Small Arms, Trilux (Dispositif Optique pour Armes Légères), ou SUSAT, est un viseur télescopique x4, avec éclairage du réticule au tritium utilisable au crépuscule ou à l'aube. La nomenclature militaire anglaise du modèle est SUSAT L9A1. 
Ce système optique n'est pas conçu comme une lunette de tireur d'élite, mais est plutôt destiné à être monté sur une variété de fusils d'assaut et à être utilisé par tous les fantassins en remplacement de la visée ouverte.
Ce système de visée compact de type prismatique (plus proche du principe optique des jumelles que d'une lunette tubulaire classique) est antérieur mais similaire au Trijicon ACOG (Advanced Combat Optical Gunsight ou Viseur Optique de Combat Avancé).

## Utilisation
Le SUSAT était le principal système de visée des armes de la série SA80 et des mitrailleuses légères L108 et L110 de l'armée britannique. Il fut également utilisé dans les armées du Cameroun, d'Oman, d'Espagne et de Suède, dans les fusils d'assaut tels que le Ak5B suédois et le CETME LV espagnol, bien qu'après le remplacement de ce dernier par le HK G36, ces viseurs ont également été utilisés sur les Mitrailleuses Rheinmetall MG3.
Une unité similaire connue sous le nom de SUIT (viseur) a été utilisée sur le SLR L1A1.

## Réticule

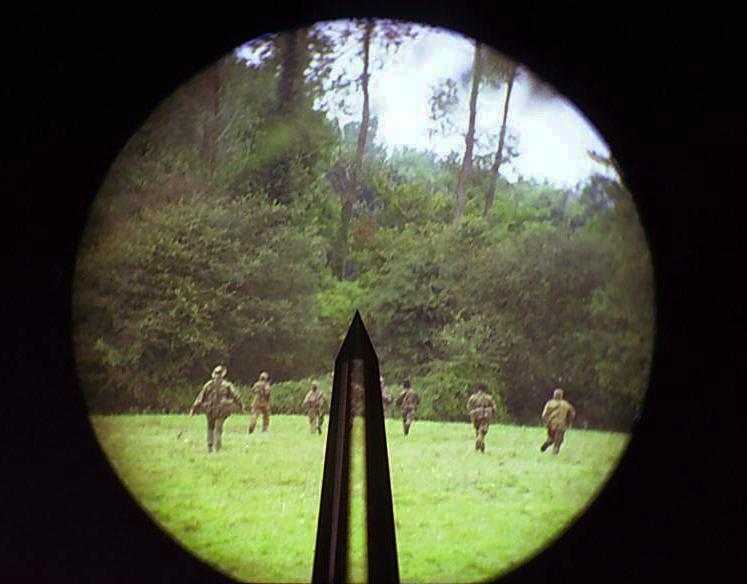
SUSAT intérieur

Le réticule du SUSAT est d'une conception inhabituelle. Contrairement aux tracés traditionnels du réticule couramment utilisés, qui sont essentiellement une croix qui croise la cible, le SUSAT possède un seul poinçon en obélisque qui dépasse du bord inférieur du viseur. Ce type de réticule est parfois appelé la « Poste allemande ». Ceci obscurcit la cible à longue portée et au premier plan. Le réticule est éclairé au tritium pour une visée à faible luminosité. La source lumineuse au tritium radioactif doit être remplacée tous les 8 à 12 ans, car elle perd progressivement sa luminosité en raison de la désintégration radioactive. Le viseur SUIT utilise un montant simple similaire à celui du SUSAT, mais qui dépasse du bord supérieur du viseur jusqu'au milieu du champ.

## Fabrication
Le SUSAT est constitué d'un corps en aluminium moulé sous pression d'une seule pièce, dans lequel l'oculaire, la lentille de l'objectif et les prismes sont montés comme des ensembles.
Le viseur SUSAT a été développé au Royaume-Uni par le Royal Armaments Research Development Establishment (Centre royal de recherches et de développement de l'armement) (RARDE) et est fabriqué par United Scientific Instruments et Avimo, maintenant connu sous le nom de Thales Optics.

## Caractéristiques techniques
SUSAT L9A1
- Dimensions globales : (L × l × H) : 145 × 60 × 55 mm
- Poids : 417 grammes
- Agrandissement : 4×
- Champ de vision : 10 degrés (4,4958 millimètres)
- Diamètre de l'objectif : 25,5 mm
- Pupille de sortie : 6.375 mm
- Relief des yeux : 25 mm
- Perméabilité à la lumière : >80 %
- Éclairage de réticule : Tritium rouge, ampoule de verre
- Puissance d'éclairage : Réglable
- Durée de vie de l'ampoule de tritium : 8-12 ans
- Focale : -0,75 à -1,25 dioptres
- Température de fonctionnement : -46 à +71 °C
- Réglages de portée : 100 à 600 mètres (SUSAT L9A1) ou 300 à 800 mètres (SUSAT L12A1) par intervalles de 100 m
- Numéro de nomenclature OTAN (NNO) : 1240-99-967-0947 (Sight Unit Small Arms Trilux (SUSAT) L12A1)